# Poalei Agudat Israel
Poalei Agudat Israel pe scurt PAI sau PAGHI, (în ebraică: פועלי אגודת ישראל, pe scurt פא"י sau פאג"י - Muncitorii lui Agudat Israel sau Muncitorii Asociației Israelului) este o mișcare politică muncitorească de evrei ultraortodocși (harediți) care a activat, la început, în cadrul mișcării Agudat Israel, iar mai apoi separat, și care a încheiat un acord cu Histadrutul, Confederația Generală a Muncitorilor evrei din Palestina, și apoi din Statul Israel. 
Poalei Agudat Israel s-a organizat in Israel ca mic partid politic, care a participat la alegerile pentru Knesset și s-a distins ca mișcare de colonizare agricolă, fondând 14 așezări agricole - dintre care 9 de tip moșav și două de tip kibuț.

## Istoria

### Polonia
Mișcarea Poalei Agudat Israel (1922) a luat ființă în Polonia, mai întâi sub  denumirea Poalei Emunei Israel (Muncitorii Credinței Israelului) , apoi  Poalei Agudat Israel. 
Congresul fondator a avut loc la Lodz și miscarea a luat parte la alegerile locale și parlamentare în Polonia. 
Obiectivele declarate ale mișcării au fost:
1/ organizarea muncitorilor credincioși evrei, pe baza legii religioase, și apărarea drepturilor lor profesionale.
2/crearea de puncte de așezare agricolă ale evreilor practicanți ai religiei
3/procurarea de locuri de muncă pentru credincioșii evrei
4/ crearea de cooperative și de instituții sociale călăuzite de legile Torei , adică ale religiei iudaice
5/ soluționarea conflictelor dintre salariatii evrei si patronii lor, pe baza dreptului tradițional iudaic
6/ aspirația spre consolidarea aplicării legilor iudaice în viața politică, economia și în toate aspectele vieții în rândul evreilor din Palestina, apoi în Statul Israel
Unul din factorii care au  avut greutate la întemeierea mișcarii a fost problema respectării Sâmbetei în întreprinderile aflate in proprietate evreiască în Polonia, unde, după legile statului, trebuia respectată numai odihna de duminică, și muncitorii evrei erau obligați, în ciuda credinței lor, să lucreze sâmbăta.
Între anii anii  1928-1936 organul partidului în Polonia a fost Der Idișer Arbeter” (Muncitorul evreu), apoi Der Idișer Arbeter Știme (Vocea muncitorului evreu), publicate în limba idiș 

### Palestina mandatară
În 1925 imigranți evrei ultraortodocși din Polonia au înființat prima filială a Poalei Agudat Israel în Palestina, dar activitatea acesteia s-a întrerupt după puțină vreme, din motive economice. 
În 1933 mișcarea Poalei Agudat Israel s-a reconstituit în Palestina sub conducerea lui Yaacov Landa și Binyamin Mintz (din hasidismul Gur, originar din Lodz si care in 1925 venit in Palestina a lucrat in construcții) și în cadrul ei s-au evidențiat mulți imigranți din Germania. Mișcarea s-a unit cu organizația numită Histadrut Hapoalim Haharedim (Organizația Muncitorilor Ultraortodocși).
În 1935 Poalei Agudat Israel a semnat un acord de cooperare limitată cu HaHistadrut Haklalit, principala confederație sindicală a evreilor din Palestina, în scopul obținerii de locuri de muncă și al asigurării  medicale în cadrul Kupat Holim, cassa de asigurare medicală a acestui mare sindicat. 
Poalei Agdat Israel a participat în 1937 la Marianske Lazne (Marienbad) la al III-lea mare sinod mondial - Knessia Gdola - al Agudat Israel, unde a propus un plan de asociere la construirea statului evreiesc și înființarea de kibuțuri, dar el nu a fost acceptat. 
În 1944 Poalei Agudat Israel a înființat în Palestina un kibuț numit Hafetz Haiym. În perioada genocidului din Holocaust mișcarea Agudat Israel a pierdut o mare parte din comunitățile ei din Europa și împotrivirea ei a slăbit. În aceste circumstanțe în 1941 Poalei Agudat Israel a stabilit legături cu forurile sioniste, inclusiv Fondul National Evreiesc (Keren Kayemet), iar in 1943 s-a semnat un acord prin care Agenția Evreiască a consimțit să aloce viitorului kibuț ultraortodox  terenuri agricole lângă așezarea Ghedera. Reprezentanții Agudat Israel in Palestina precum și rabinul Hazon Ish, din conducătorii iudaismului ultraortodox în Palestina, nu au ridicat în mod deschis obiecțiuni,    
La început Poalei Agudat Israel a acționat sub auspiciile mișcării Agudat Israel și a fost subordonată Sfatului Mai Marilor Torei  aflat la conducerea acesteia. În 1944 a avut loc la Petah Tikva conferința pe țară a Poalei Agudat Israel.
În 1946 sub conducerea lui Binyamin Mintz, ales  lider al mișcării Poalei Agudat Israel, a fost întemeiată Asociația mondială Conducătorul spiritual al Poalei Agudat Israel a fost in anii 1950 rabinul Meir Karlitz, fratele lui Hazon Ish, din curentul religios „mitnagdim” sau lituanian. Poalei Agudat Israel a înființat două ziare - „Hakol” (Vocea) la Ierusalim, și „Shaarim” - la Tel Aviv. „Shearim” a fost initial cotidian, dar în prezent apare ca săptămânal

### Israel

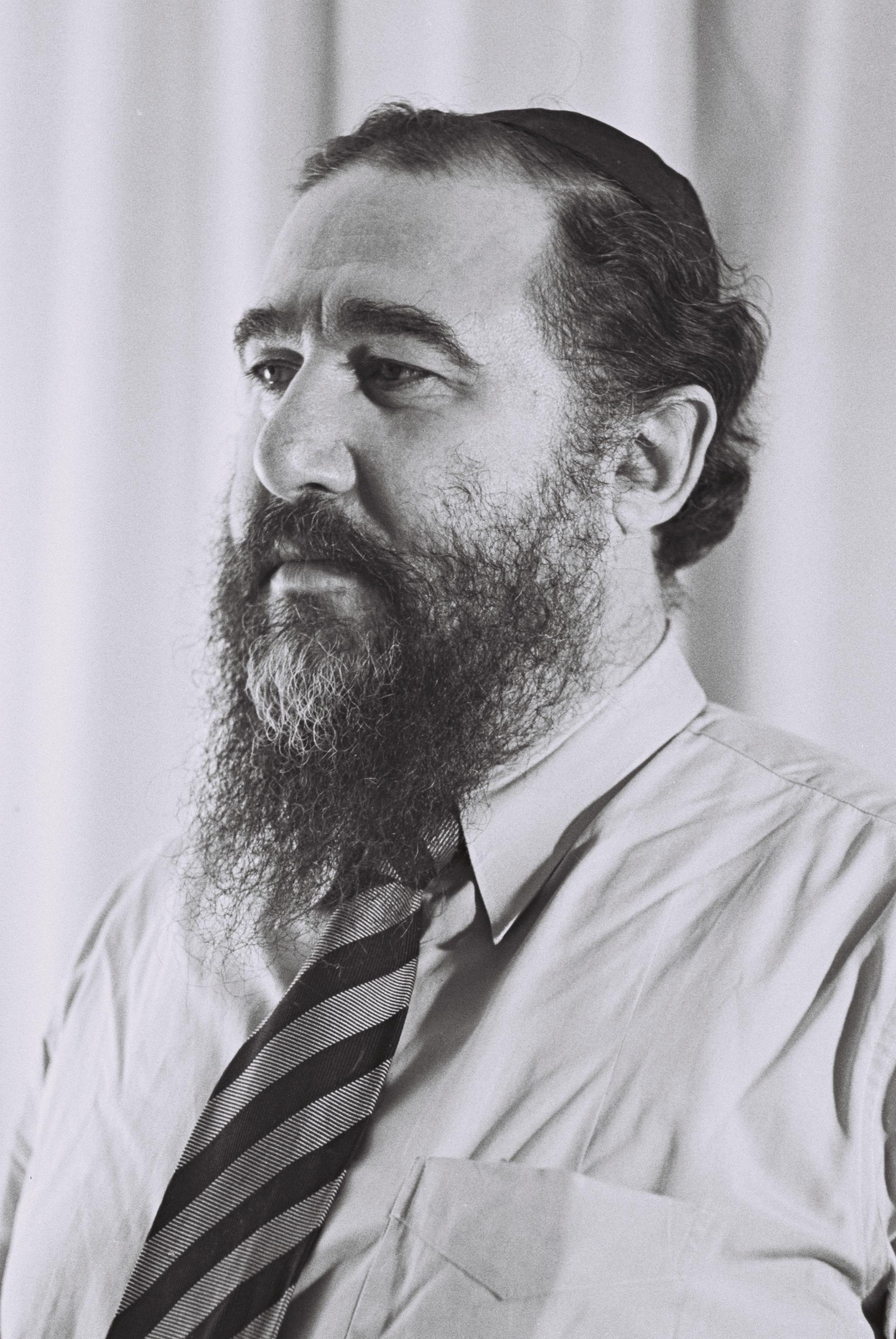
Binyamin Mintz (1903-1961), deputat și ministru din partea Poalei Agudat Israel

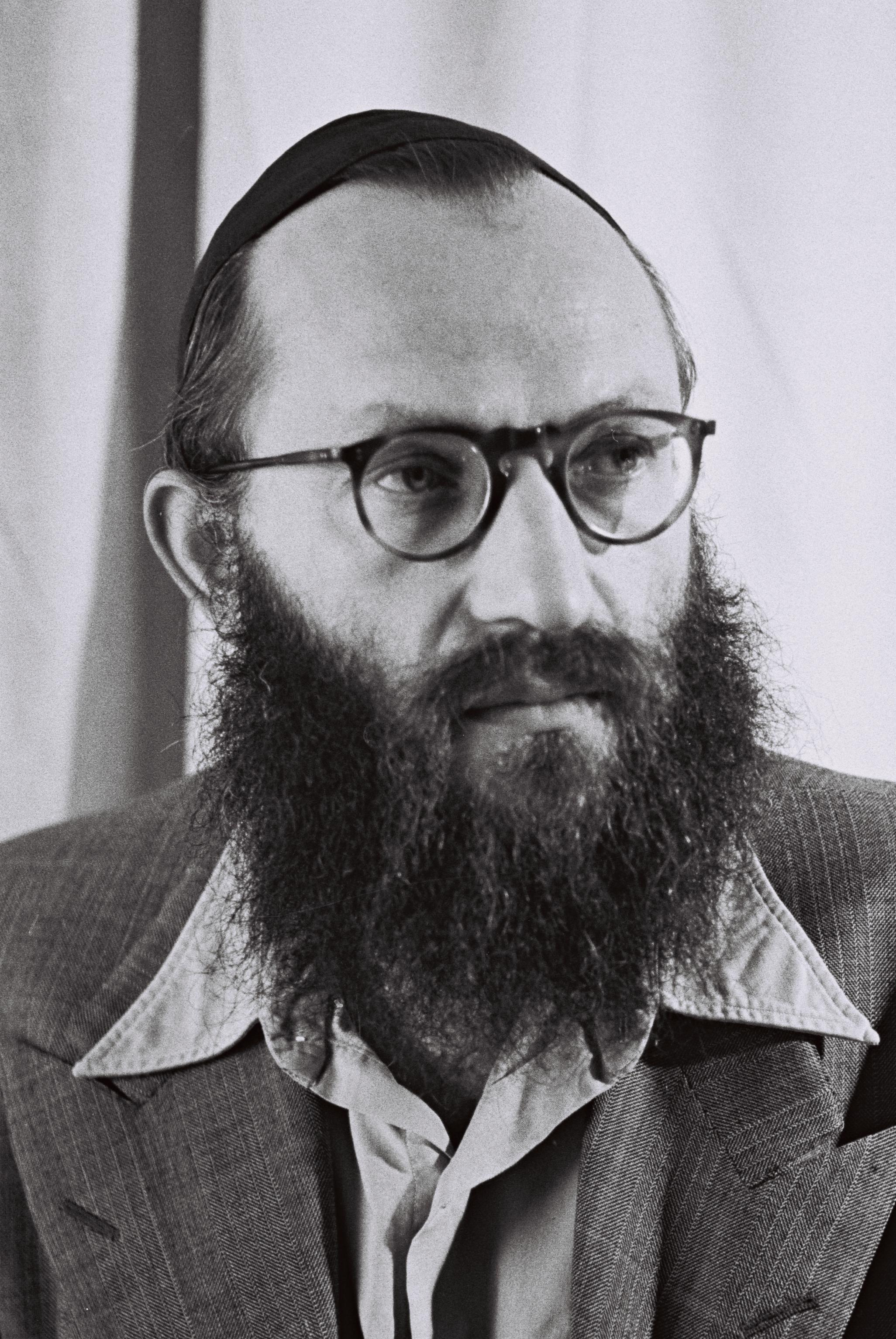
Kalman Kahana, deputat și ministru adjunct din partea Poalei Agudat Israel

La alegerile pentru primul Knesset in Israel Poalei Agudat Israel a participat în cadrul Frontului Religios Unit, alături de partidele  Agudat Israel, Mizrahi si Hapoel Hamizrahi, și fracțiunea Frontului a obținut 16 mandate, din care două câștigate de Poalei Agudat Israel.
Frontul a făcut parte din primele două guverne de coaliție formate de David Ben Gurion.  
În alegerile pentru al doilea Knesset Poalei Agudat Israel s-a prezentat separat și a obținut doua mandate. Partidul a participat, alaturii de Agudat Israel la al treilea guvern Ben Gurion, iar unul din liderii sai, rabinul Kalman Kahana, a fost numit ministru adjunct al învățământului. La 23 septembrie 1952 cele două partide ultraortodoxe au părăsit guvernul din cauza împotrivirii lor față de serviciul obligatoriu al fetelor în armata israeliană. 
La începutul lui decembrie 1952 după negocieri asupra unor amendamente cu privire la serviciul national, Poalei Agudat Israel a fost dispus sa semneze un nou acord, în virtutea căruia Binyamin Mintz urma sa fie numit ministru al asistenței sociale. Rabinul Hazon Ish și intregul sfat al Mai- Marilor Torei ai Agudat Israel au opus însă veto oricărui fel de participare a fetelor la serviciul național, și Poalei Agudat Israel a fost nevoit să renunțe la compromis. În ianuarie 1953 s-a format un nou secretariat al partidului dominat de fracțiunea conciliantă condusă de Mintz și Kahana, și din care nu au mai făcut parte Avraham Goldrath si Z. Zohar care se opuneau intrării în guvern.
Totuși Poalei Agudat Israel nu a participat la următoarele trei guverne, iar în alegerile din 1955 s-a unit cu Agudat Israel în Frontul Religios Toranic (Hazit Datit Toratit) care a obținut șase mandate în Knesset , dar nu a participat la al 6-lea si al 7-lea guvern.
În alegerile din 1959 au participat iar la alegeri sub steagul Frontului Religios Toranic, care a obținut șase scaune de deputați. 
La 6 august 1960 cele două partide ultraortodoxe s-au separat iar, Poalei Agudat Israel fiind reprezentat de doi deputați. În urma sciziunii Frontului, Poalei Agudat Israel s-a alăturat coaliției guvernamentale condusă de Ben Gurion, în ciuda opiniei Sfatului Mai Marilor Torei al lui Agudat Israel, iar rabinul Binyamin Mintz a fost numit ministru al poștei. A ocupat acest post până la decesul său după un an.
În 1961 Poalei Agudat Israel și-a mentinut cele două mandate în parlament, și a participat la coalitia guvernamentală în al noulea, al zecelea si al unsprezecelea guvern. În alegerile din 1965 a obtinut de asemenea doua mandate și s-a alăturat guvernului Levi Ehskol până la decesul primului ministru în 1969. Nu s-a mai alăturat guvernului al 13-lea, prezidat de Golda Meir
La alegerile pentru Knesset din 1973 s-a reunit cu Agudat Israel în cadrul Frontului Religios Toranic care a obținut în total cinci mandate, din care doua pentru Poalei Agudat Israel. la 15 martie 1977 Frontul a scindat în două. La alegerile care au urmat în acel an Poalei Agudat Israel a obținut un singur loc în Knesset. În următoarele alegeri din 1981 nu a reușit să treacă pragul necesar de 2.284 voturi.
În al 11-lea Knesset partidul religios  Morashá (alcătuit din Poalei Agudat Israel si Matzad - Sionismul religios- condus de rabinul Haim Druckman) a obținut două mandate. După ce rabinul Druckman a trecut la lista Mafdal (Partidul Național Religios)   Avraham Verdiger din Poalei Agudat Israel, și-a numit fracțiunea rămasă Morashá - Poalei Agudat Israel. La alegerile din 1988 el s-a coalizat cu Agudat Israel.
În al 12-lea și al 13-lea Knesset Poalei Agudat Israel a fost reprezentat de un singur deputat, rabinul Avraham Verdiger.

### Activități extra-parlamentare
Între cele 14 așezări agricole întemeiate de Poalei Agudat Israel în Israel  se pot menționa: Yesodot, Beni Reem, Beit Hilkiya, Hafetz Haim, Shaalabim , Meor Modiyim, Mevo Horon, Gat Rimon, Gamzu și Nahaliel. De asemenea a înființat satele de tineret 
Yad Binyamin și Kfar Eliyahu aparținând localității Ghadera.
Mișcarea a înfiintat cartiere de locuințe, ca de exemplu Neve Ahiezer si Shikun Pai în cadrul cartierului Hei din Bnei Brak , cartierul Shikun Pai din cartierul Kiriat Shalom în Tel Aviv, de asemenea Shikunei Pai la Haifa, Rehovot, Kiriat Ata și Herzliya. Poalei Agudat Israel a deschis și sinagogi proprii în numeroase orase. 
Mișcarea de tineret a Poalei Agudat Israel, Mișcarea Ezra, care ese afiliată de mulți ani la Agudat israel

### În anii 2000
În prezent Poalei Agudat Israel a încetat practic să existe ca partid politic. Buletinul său „Shearim” apare doar odată la câteva luni. O parte din sinagogile mișcării și-au schimbat orientarea. Cele din Haifa deservesc, în prezent, pe hasidimii Vijnița și Biala.În anul 2004 fiul lui Avraham Verdiger, Hanokh Verdiger, care a fost membru în consiliul primăriei Ierusalim a convocat un congres în încercarea de a  reconstitui partidul și a înființat câteva instituții de învățământ.
În primul deceniu al secolului al -XX-lea sub conducerea lui Hanokh Verdiger a luat ființă partidul Tov, considerat continuator ideologic al Poalei Agudat Israel. El a participat cu liste electorale la alegerile locale la Ierusalim, Beit Shemesh si Beitar Ilit, dar s-a dizolvat in iulie 2018.

### Instituții de învățământ ale Poalei Agudat Israel
- Ieșiva liceală Nehardea
- Liceul de fete Darhei Sara (Căile Sarei) - cu dreptul la bacalaureat (spre deosebire de liceele ultraortodoxe de fete Beit Yaacov)
- ieșiva Kolel Masat Binyamin -(în memoria lui Binyamin Mintz)  pentru studenți care învață în instituții universitare